# Theodor Wolff

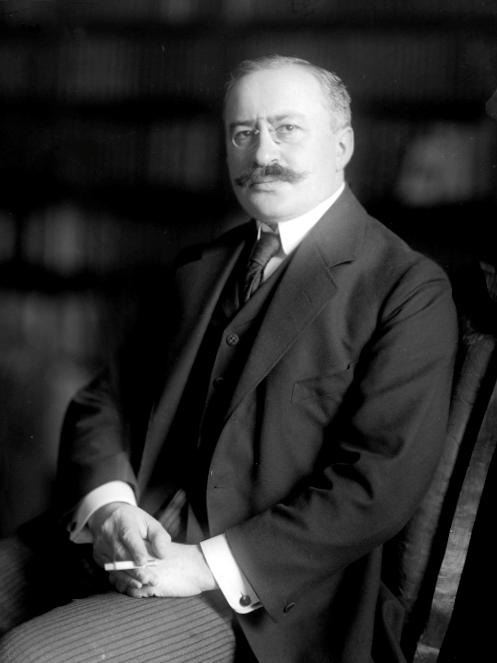

Theodor Wolff, född 2 augusti 1868 i Berlin, död där 23 september 1943, var en tysk tidningsman och författare. 
Wolff inträdde 1887 som medarbetare i "Berliner Tageblatt", vars chefredaktör han blev 1906. Han var länge korrespondent från Paris (ett urval av hans uppsatser utgavs som Pariser Tagebuch, 1908). Han författade även romaner (bland annat Der Heide, 1891) och teaterpjäser (bland annat Niemand weiß es, 1894; "Det ingen vet", uppförd 1911 i Stockholm).